# Jaktens Tid
Jaktens Tid (schwedisch für Jagdzeit oder Jagdsaison) ist ein Album der finnischen Metal-Band Finntroll aus dem Jahr 2001. Dieses Album konnte durch einen Vertrag mit dem Label Century Media weltweit vertrieben werden und trug maßgeblich dazu bei, die Band vor allem in Europa bekannt zu machen.

## Entstehung
Das Album wurde von Dezember 2000 bis Januar 2001 in den Sundi Coop-Studios (Savonlinna) von Tuomo Valtonen aufgenommen. Anschließend wurde Jaktens Tid von Mika Jussila in den bekannten Finnvox-Studios in Helsinki abgemischt und im Mai 2001 europaweit veröffentlicht.
Als Gastmusiker wirkten der Joik-Sänger Jonne Järvelä (nun Sänger bei Korpiklaani) und der Banjospieler Hanky Bannister mit. Außerdem übernahm mit Tapio Wilska ein zukünftiger Sänger der Band eine Sprecherrolle für ein Intro.
Für das Artwork des Albums und des Booklets war Rhythmusgitarrist Samuli „Skrymer“ Ponsimaa verantwortlich.

## Stil
Nachdem sich die Besetzung des Debütalbums etabliert hatte, nahm die Band kompositorisch den Stil, der für das Debütalbum geschriebenen Songs, weiter auf. Dieser führte weg von den eher einfach-repetitiven Strukturen der Rivfader-Demo hin zu ausladenderen Kompositionen. Vor allem wurde der melodieführende Einsatz von Keyboard und Akkordeon bedeutender, was der Musik häufig Vergleiche zum Humppa einbrachte. Weiter wurde mit von Offbeats geprägten Rhythmen ein weiteres markantes Element der Band in den Stil integriert. Auf dem Titelsong und besonders im Lied Aldhissla sind Joik-Gesänge zu hören.
Drei der dreizehn Stücke auf dem Album stellen akustische Vor- oder Zwischenspiele dar: Krig leitet direkt in den ersten Song über, Bakom Varje Fura stellt ein kurzes Humppa-Intermezzo dar, Tomhet och Tystnad Härska lässt das Album schließlich im Ambient-Stil ausklingen. Hinter diesem Stück befindet sich darüber hinaus ein weiterer Hidden Track, der stilistisch weitestgehend der nachfolgenden EP Visor om Slutet entspricht. Mit dem Lied Vargtimmen ist außerdem die bisher einzige Coverversion der Band auf dem Album enthalten, das Original stammt von der schwedischen Folkband Hedningarna.
Die übrigen Lieder des Albums thematisieren ähnliche Inhalte wie das Vorgängeralbum. Als Running Gag findet sich auf diesem Album mit Kyrkovisan ein weiterer Song über das Schicksal der beiden Priester Aamund und Kettil.

## Titelliste
1. Krig (Intro) – 2:10 – Krieg
2. Födosagan  – 5:03 – Sage der Geburt
3. Slaget Vid Blodsälv – 3:17 – Schlacht am Blutfluss
4. Skogens Hämnd – 4:06 – Die Rache des Waldes
5. Jaktens Tid – 3:34 – Die Zeit der Jagd
6. Bakom Varje Fura – 2:14 – Hinter jeder Fichte/Tanne
7. Kitteldags – 2:05 – Eine Stunde um den Hexenkessel
8. Krigsmjöd – 3:10 – Kriegsmet
9. VargTimmen – 3:30 – Die Stunde des Wolfes
10. Kyrkovisan – 1:23 – Kirchenlied
11. Den Hornkronte Konungen (Rivfaders Tron) – 3:33 – Der horngekrönte König
12. Aldhissla – 6:27
13. Tomhet och Tystnad Härska (Outro) – 4:35 – Leere und Ruhe herrschen